# Comprar i mantenir
Comprar i mantenir (en anglès Buy and hold ) és una estratègia d'inversió mitjançant la qual un inversor compra instrument financers (accions, fons) amb la idea de mantenir-los durant molt de temps, amb l'objectiu de que augmenti el seu valor, malgrat la volatilitat.
Aquest enfocament implica confiança en que el valor de les inversions serà major en el futur. Els inversors no s'han de veure afectats pel biaix recent o les emocions i han d'entendre la seva propensió a l'aversió al risc. Els inversors han de comprar instruments financers que esperen que s'apreciïn a llarg termini. Els inversors que compren i mantenen no venen després d'una disminució del valor de l'actiu. No participen en els moviments del mercat (com vendre un valor amb l'objectiu de recomprar-lo a un preu més baix).
Comprar i mantenir és un exemple de gestió passiva. Ha estat recomanat per inversors com Warren Buffett, Jack Bogle, John Templeton, Peter Lynch i Benjamin Graham ja que a la llarga, hi ha una alta correlació entre la borsa i el creixement econòmic.

## Hipòtesi dels mercats eficients
Segons la hipòtesi dels mercats eficients, si cada acció es valora en tot moment, aleshores no hi ha cap interès en negociar-la. Alguns inversors porten l'estratègia de comprar i mantenir a l'extrem, defensant que mai no s'ha de vendre un títol a menys que es necessitin els diners. Tanmateix, Warren Buffett és un exemple d'inversor que ha rebutjat l'hipòtesi dels mercats eficients en els seus escrits i ha construït la seva fortuna invertint en empreses quan estaven infravalorades.

## Costos més baixos
Altres han defensat la teoria de comprar i mantenir per motius purament basats en els costos. En totes les transaccions es produeixen costos com el diferencial compra-venda i les comissions, i l'estratègia de comprar i mantenir implica un menor nombre de transaccions per un import constant invertit. La llei tributària també té la seva importància; els impostos sobre les plusvàlues a llarg termini poden ser inferiors als de les plusvàlues a curt termini, i els impostos només es liquiden quan es ven l'actiu.